# Ghosi
Ghosi è una suddivisione dell'India, classificata come nagar panchayat, di 35.833 abitanti, situata nel distretto di Mau, nello stato federato dell'Uttar Pradesh. In base al numero di abitanti la città rientra nella classe III (da 20.000 a 49.999 persone).

## Geografia fisica
La città è situata a 26° 6' 30 N e 83° 32' 37 E e ha un'altitudine di 67 m s.l.m..

## Società

### Evoluzione demografica
Al censimento del 2001 la popolazione di Ghosi assommava a 35.833 persone, delle quali 18.597 maschi e 17.236 femmine. I bambini di età inferiore o uguale ai sei anni assommavano a 6.653, dei quali 3.460 maschi e 3.193 femmine. Infine, coloro che erano in grado di saper almeno leggere e scrivere erano 22.713, dei quali 13.201 maschi e 9.512 femmine.